# Leucophenga subpollinosa
Leucophenga subpollinosa är en tvåvingeart som först beskrevs av Meijere 1914.  Leucophenga subpollinosa ingår i släktet Leucophenga och familjen daggflugor. Inga underarter finns listade i Catalogue of Life.